# Rạn san hô vòng

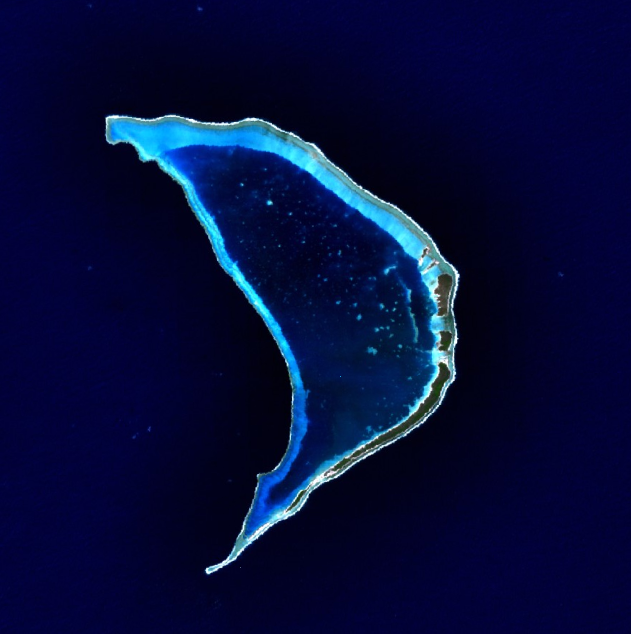
Rạn san hô vòng Bokak (quần đảo Marshall) có đặc trưng là một vành san hô bao bọc lấy một vụng biển.

Rạn san hô vòng (còn gọi là rạn vòng, a-tôn hoặc ám tiêu san hô vòng; tiếng Anh: atoll) là loại rạn san hô có hình dạng vòng đai bao quanh một đầm nước lặng (gọi là vụng biển). Theo Charles Darwin, rạn vòng hình thành khi đảo núi lửa chìm xuống đại dương và để lại vòng san hô đã phát triển xung quanh đảo núi lửa từ trước đó. Một hay nhiều phần trên đới mặt bằng rạn của rạn vòng có thể nổi khỏi mặt nước và từ đó trở thành một hay nhiều đảo. Rạn vòng có thể mất từ 100.000 đến 30.000.000 năm để hình thành hoàn chỉnh.

## Từ nguyên
Trong tiếng Anh, thuật ngữ atoll xuất phát từ chữ atholhu (އަތޮޅު, [ˈət̪ɔɭu]) trong tiếng Dhivehi (một ngôn ngữ Ấn-Arya được nói ở quần đảo Maldives). Charles Darwin là người có công lao phổ biến rộng rãi thuật ngữ này ngay từ chương đầu tác phẩm The Structure and Distribution of Coral Reefs xuất bản lần đầu năm 1842.. Trong tiếng Việt, rạn san hô vòng được gọi bằng nhiều tên gọi khác nhau như rạn san hô vòng hay ám tiêu san hô vòng. Một số tài liệu sử dụng khái niệm "đảo san hô vòng", nhưng đảo san hô (nếu có) chỉ là một phần trong tổng thể rạn san hô. Cần chú ý là rạn vòng có thể có hoặc không có phần đất nổi (đảo). Trong nhiều trường hợp, bản thân rạn vòng là đối tượng địa lý chính còn phần đất nổi chỉ là phụ.

## Phân loại và đặc điểm

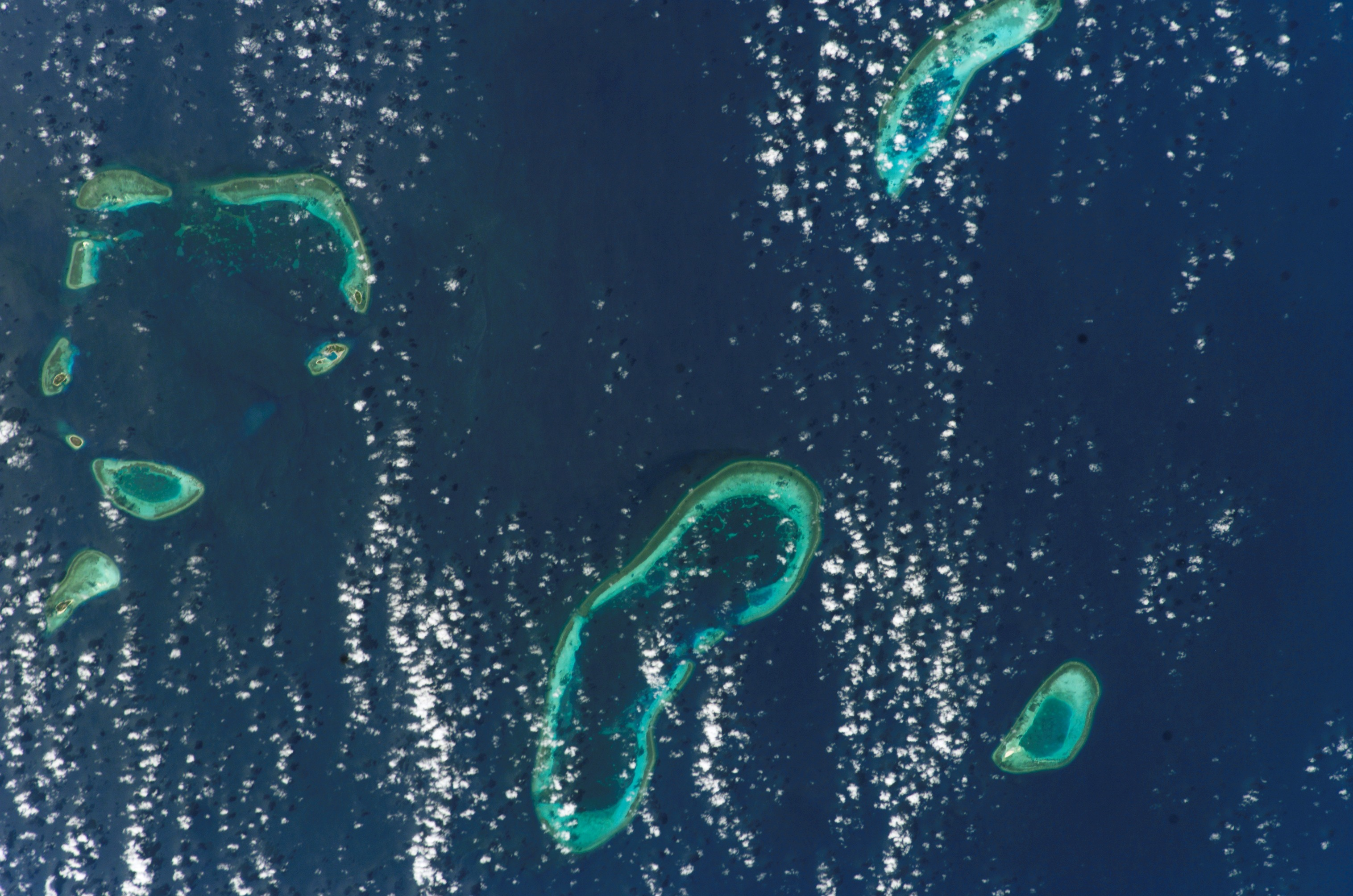
Một số rạn vòng trong Biển Đông

### Phân loại
Rạn vòng có thể được chia làm hai loại:
- Rạn vòng hở: là loại rạn vòng có vụng biển thông với bên ngoài qua nhiều lạch cắt ngang vành san hô.
- Rạn vòng kín: là loại rạn vòng có vụng biển tách biệt với đại dương bên ngoài nhờ được bao bọc bởi vành san hô khép kín. Tuy nhiên, khi thủy triều lên thì vành san hô có thể ngập chìm dưới nước khiến vụng biển thông với bên ngoài.[5]

### Đặc điểm
Tương tự các rạn san hô nói chung, hình thái của rạn san hô vòng có thể được phân đới thành một số thành phần chính (từ ngoài vào trong) gồm mặt trước rạn (reef front hay fore-reef, trong đó có sườn dốc hay fore-reef slope), mào rạn (reef crest) và mặt bằng rạn (reef flat, gồm mặt bằng rạn phía ngoài và mặt bằng rạn phía trong.). Bên trong vành san hô là một vùng nước gọi là vụng biển (có tài liệu gọi là đầm nước).
- Mặt trước rạn: sườn dốc, có thể dốc xuống 4.000 mét dưới mặt biển.[6]
- Mào rạn: gồm những gờ rộng được bao phủ bởi san hô hay tảo san hô, phát triển mạnh ở hướng có gió của rạn vòng.[6]
- Mặt bằng rạn: nông cạn, thường rộng từ 100 đến 1.000 m,[6] có thể bị cắt ngang bởi các lạch nước dâng, đáy gồm đá, cát và mảnh vụn san hô.[7]
- Vụng biển: sâu trung bình 40 m nhưng dao động từ vài mét đến khoảng 150 m. Độ sâu của nhiều rạn vòng phụ thuộc vào đường kính của rạn.[8] Trong vụng biển có thể có các rạn khối (patch reef) phát triển.[9]

Các đảo san hô thuộc rạn vòng nhìn chung là những đảo thấp. Thống kê tại các rạn san hô vòng Thái Bình Dương cho thấy chỉ có dưới 8% số đảo san hô đạt độ cao trên 3 m so với mực nước biển trung bình. Các đảo san hô thuộc rạn vòng hình thành từ các loại trầm tích giàu calci nguồn gốc từ sinh vật sống ở rạn san hô như san hô, tảo san hô, động vật thân mềm và trùng lỗ.

## Các giả thuyết về sự hình thành

### Giả thuyết Darwin về sụt lún

Đoạn hoạt hình minh họa tiến trình hình thành ba loại rạn san hô theo Darwin. Xem giải thích trong bài.

Trong tác phẩm The Structure and Distribution of Coral Reefs, Darwin giải thích về sự hình thành các rạn san hô vòng trong vùng Nam Thái Bình Dương dựa vào các quan sát mà ông đã thực hiện trong chuyến đi kéo dài năm năm (từ 1831 đến 1836) trên tàu HMS Beagle. Theo ông, tiến trình hình thành và phát triển của ba loại rạn san hô là rạn san hô viền bờ, rạn san hô chắn bờ và rạn san hô vòng gắn liền với sự sụt lún của một núi lửa đại dương. Trước tiên, san hô phát triển bao quanh đảo núi lửa tạo thành rạn san hô viền bờ. Khi đảo núi lửa từ từ lún xuống biển, san hô tiếp tục phát triển nhưng bị ngăn cách với đảo núi lửa bởi một vụng biển, tạo thành rạn san hô chắn bờ. Ở giai đoạn cuối, đảo núi lửa nay đã chìm hoàn toàn, bỏ lại vành san hô và vụng biển. Đó chính là rạn san hô vòng.
Năm 1951, người ta đã chứng minh giả thuyết của Darwin bằng cách khoan hai lỗ sâu lần lượt là 1.267 m và 1.405 m vào lớp đá núi lửa bên dưới rạn san hô vòng Enewetak (quần đảo Marshall). Người ta nhận thấy rằng phần đá vôi thu được có nguồn gốc hình thành tại vùng nước nông, từ đó chứng tỏ có sự sụt lún của rạn vòng và sự phát triển hướng lên của san hô ở vùng nước nông từ Eocen.

#### Điểm Darwin
"Điểm Darwin" là một ngưỡng mà ở đó "tốc độ bồi tụ calcium carbonate tạo thành từ san hô tạo rạn về hướng mặt biển không còn theo kịp mực nước biển tương đối". Nếu sự phát triển hướng lên của san hô tạo rạn không theo kịp tốc độ sụt lún của đảo núi lửa, tốc độ xâm thực sinh học hay tốc độ dâng lên của nước biển thì rạn san hô bị chìm và đảo núi lửa khi đó trở thành núi ngầm chóp phẳng (guyot). Nếu sự phát triển của san hô tạo rạn bắt kịp tốc độ diễn tiến của các hiện tượng trên thì rạn san hô vòng sẽ tồn tại.
Theo Grigg (1982), có một điểm Darwin nằm tại vĩ tuyến 29°B đánh dấu giới hạn phía bắc của quần đảo Hawaii (phía bắc rạn san hô vòng Kure). Vượt qua rạn vòng Kure về phía tây bắc thì không còn rạn san hô vòng nào mà chỉ còn một chuỗi núi ngầm gọi là chuỗi núi ngầm Thiên Hoàng. Grigg (1982) cho rằng trên thế giới có thể còn có những điểm Darwin khác nhưng "hầu như chắc chắn" là không cùng vĩ độ với điểm Darwin ở Hawaii do có sự khác biệt về điều kiện sinh thái, thành phần chủng loài san hô, diện tích đảo, tốc độ xói mòn và lịch sử kiến tạo địa chất.

### Giả thuyết Daly về khống chế sông băng
Lý thuyết "khống chế sông băng" được đúc rút từ các nghiên cứu và bài giảng của Reginald Aldworth Daly trong giai đoạn 1910 - 1948 kể từ sau chuyến thăm Hawaii của ông vào năm 1909. Theo đó thì trong thời kì băng hà ở thế Pleistocen, mực nước biển và nhiệt độ nước mặt giảm kết hợp với tác động của sóng đã giết chết phần lớn san hô tạo rạn. Khi này bờ đảo núi lửa chẳng những không còn được rạn san hô che chắn mà còn phải chịu tác động mạnh của hiện tượng xói mòn và phong hóa khiến đảo núi lửa và nền đá vôi cổ hơn bị bào phẳng và biến thành những nền có gờ nghiêng ở rìa. Trong giai đoạn sau, nhiệt độ gia tăng làm sông băng tan chảy khiến mực nước biển dâng cao. San hô khi này phát triển trở lại chủ yếu trên các rìa nền - nơi có điều kiện thuận lợi cho sự phát triển của san hô - dẫn đến sự hình thành vành san hô biểu hiện qua hình thái rạn chắn bờ và rạn vòng.